# Golborne Road

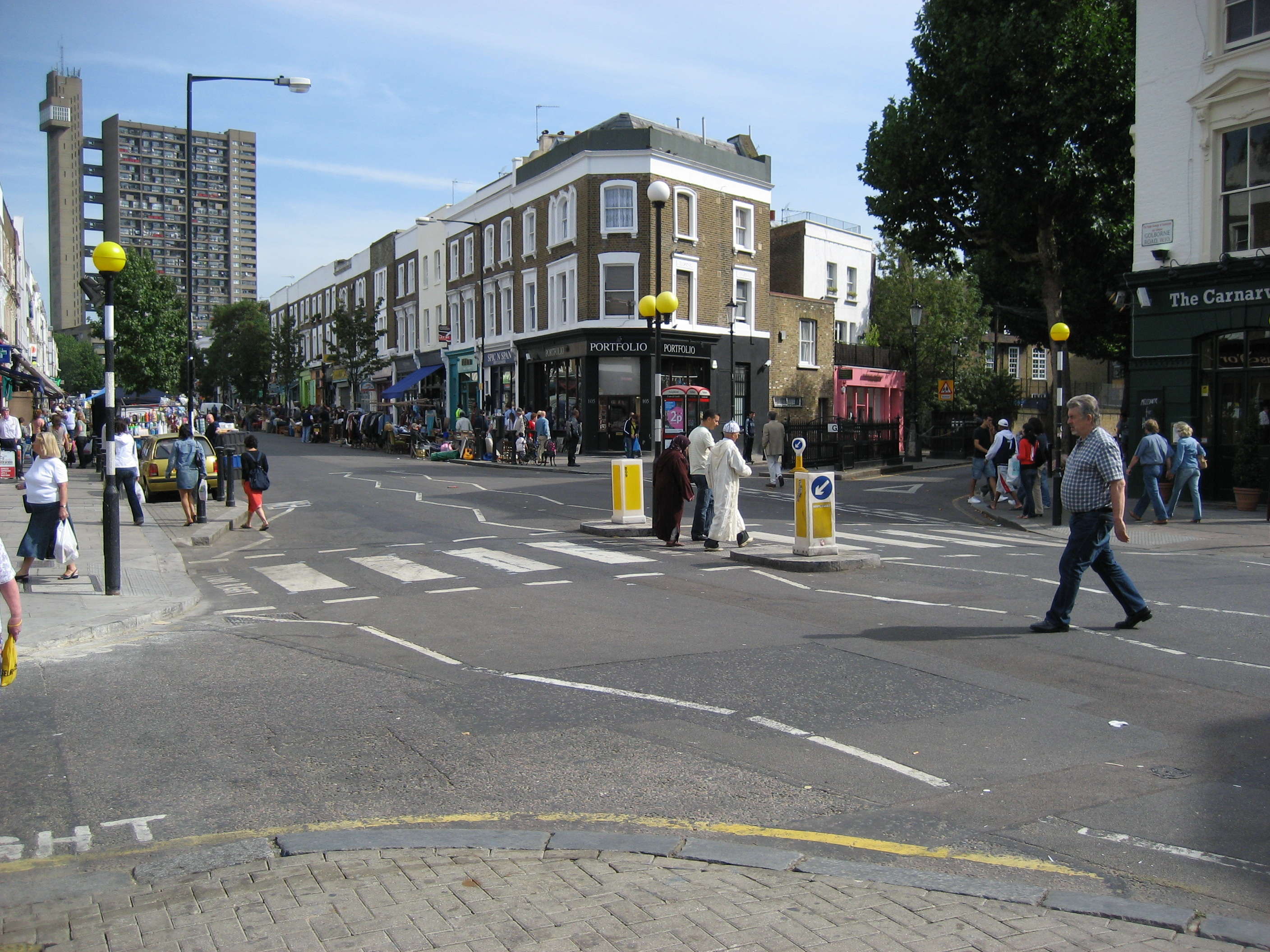
Golborne Road, guardando a nord-est verso Trellick Tower

Golborne Road è una strada nel Royal Borough of Kensington and Chelsea, nel quartiere di Notting Hill a Londra. La strada unisce Portobello Road a Kensal Road.
Le stazioni metropolitane più vicine sono Westbourne Park e Ladbroke Grove. Questa zona dell'angolo nord di Notting Hill è drasticamente cambiata nella sua storia. L'area faceva parte del Bosco di Middlesex e nel 1543 il terreno è stato sequestrato da Enrico VIII e nel XVIII secolo divenne un terreno agricolo.
Il nome Golborne Road deriva da Dean Golbourne, all'epoca vicario della chiesa di San Giovanni a Paddington. Fino alla metà del XIX secolo non era più di un sentiero che attraversava i campi di Portobello Farm, ma nel 1870 la strada fu ampliata, vennero costruiti dei negozi e la strada venne ampliata oltre la ferrovia.
L'area di Golborne Road è a volte conosciuta come "Little Marocco" a causa del numero di ristoranti marocchini e di negozi di prodotti maghrebini che si trovano lungo la strada. La strada ha anche fama nella comunità portoghese per le due pasticcerie portoghesi (Oporto e Lisbona). Golborne Road ospita un mercato tutti i giorni tranne Domenica, specializzato in prodotti con cibi caldi e bric-à-brac nel fine settimana.